# Paraptica concinerata
Paraptica concinerata är en fjärilsart som beskrevs av Edward Meyrick 1917. Paraptica concinerata ingår i släktet Paraptica och familjen äkta malar. Inga underarter finns listade i Catalogue of Life.